# Megaciella tawiensis
Megaciella tawiensis är en svampdjursart som först beskrevs av Wilson 1925.  Megaciella tawiensis ingår i släktet Megaciella och familjen Acarnidae. Inga underarter finns listade i Catalogue of Life.